# Thalwil
Thalwil este un oraș în Elveția.